# 岩清水わさび
岩清水 わさび（いわしみず わさび、1979年6月2日 - ）は、日本の漫画家。東京都出身で、血液型はA型。デビュー作は『僕らのヒーロー』。

## 略歴
- 2001年 - 第48回りぼん新人漫画賞において『僕らのヒーロー』で準入選受賞。デビュー作として『りぼんオリジナル』に掲載された[1][3]。

## 作品リスト
- 神様のいる教室（2003年5月15日発売[4]、集英社、りぼんマスコットコミックス、ISBN 4-08-856461-8）
  - 神様のいる教室（『りぼん』2002年秋のびっくり大増刊号）
  - しあわせな日々（『りぼん』2002年初夏のびっくり大増刊号）
  - ふたりのリズム（『りぼん』2002年早春のびっくり大増刊号）
  - 太陽をおいかけて（『りぼんオリジナル』2001年10月号）
  - 僕らのヒーロー（『りぼんオリジナル』2001年6月号、デビュー作）

### アンソロジー
- りぼん新人まんが家デビュー作集 23巻 僕らのヒーロー 池野恋編[5]（2002年5月15日発売[6]、ISBN 4-08-856376-X）
  - 僕らのヒーロー（『りぼんオリジナル』2001年6月号）

### 単行本未収録作品
- サヨナラ･ゲーム（『りぼんオリジナル』2003年4月号）
- キミとミライ（『りぼんオリジナル』2003年10月号）
- スペース･ラバーズ（『りぼん』2004年冬休みびっくり大増刊号）
- てっぺん!（『りぼん』2004年8月号）
- 真夜中をかけぬけろ!（『りぼん』2005年冬休みびっくり大増刊号）
- キミトキセキ（『りぼん』2005年夏休みびっくり大増刊号）